# Faceva il palo/E savé
Faceva il palo/E savé è un singolo di Enzo Jannacci, pubblicato dalla casa discografica Jolly nel maggio 1966.
Entrambi i brani sono inclusi nell'album Sei minuti all'alba della Jolly nel 1966 e l'album è stato ripubblicato nel 1971 dalla Joker, con la medesima lista tracce.

## Faceva il palo
Il testo del brano è in milanese ed è stato scritto con Walter Valdi. Racconta la vicenda di un improbabile palo che entra nella banda dell'Ortica, quartiere noto per essere anche quello della via Gluck di Adriano Celentano. Durante il racconto si svela che il personaggio oltre che sordo è quasi cieco, non vedendo neppure un'autobotte. Così, mentre i compagni sono impegnati nella rapina, arriva la polizia ma lui non se ne accorge e rimane a scrutare nella notte. Alla fine si convince che sono i suoi soci ad essere incapaci e pensa di lasciare la banda e mettersi in proprio. La canzone ha il pregio di raccontare il mondo dei quartieri allora periferici di Milano negli anni sessanta del XX secolo.

## E savé
Pezzo in dialetto milanese che con altri dello stesso momento storico diventa una pietra miliare della canzone leggera italiana. Canzone più intima e triste di Faceva il palo, e ripresa poi da altri cantanti, ad esempio da Mina.

## Tracce
Lato A
1. Faceva il palo (testo: Enzo Jannacci, Walter Valdi – musica: Enzo Jannacci,)

Lato B
1. E savé (testo: Enzo Jannacci, – musica: Enzo Jannacci,)